# Taunayia
Taunayia is een monotypisch geslacht van straalvinnige vissen uit de familie van de antennemeervallen (Heptapteridae).

## Soort
- Taunayia bifasciata (Eigenmann & Norris, 1900)